# Monoculodes edwardsi
Monoculodes edwardsi är en kräftdjursart som beskrevs av Edward Morell Holmes 1905. Monoculodes edwardsi ingår i släktet Monoculodes och familjen Oedicerotidae. Inga underarter finns listade i Catalogue of Life.